# Institut Mines-Télécom
Institut Mines-Télécom (ou IMT) é uma escola de engenharia, instituição de ensino superior público localizada na cidade do Paris, França.
A IMT está entre as mais prestigiadas grandes écoles de 
Engenharia da França, assim como todas as escolas do grupo Universidade Paris-Saclay.

## Laboratórios e centros de investigação
A pesquisa no Institut Mines-Télécom é organizada em torno de 5 temas temáticos
- Digital
- Energia
- Recursos naturais e ambiente
- Materiais avançados
- Economia, negócios e sociedade[2].